# دفع مقابل المشاهدة
الدفع مقابل المشاهدة Payper(بالإنجليزية: Pay-per-view) هو نظام يسمح للمشاهد بطلب مشاهدة مواد معينة على التلفاز، قد تكون هذه المواد أفلاما أو أحداث رياضية أو مناسبات مميزة، مقابل مبلغ مدفوع وتوجد طرق متعددة للدفع منها الدفع مقابل اليوم الواحد، الدفع مقابل الحدث، الدفع مقابل الأسبوع، والدفع مقابل عدد مرات المشاهدة.